# Kohlmarkt (Viena)

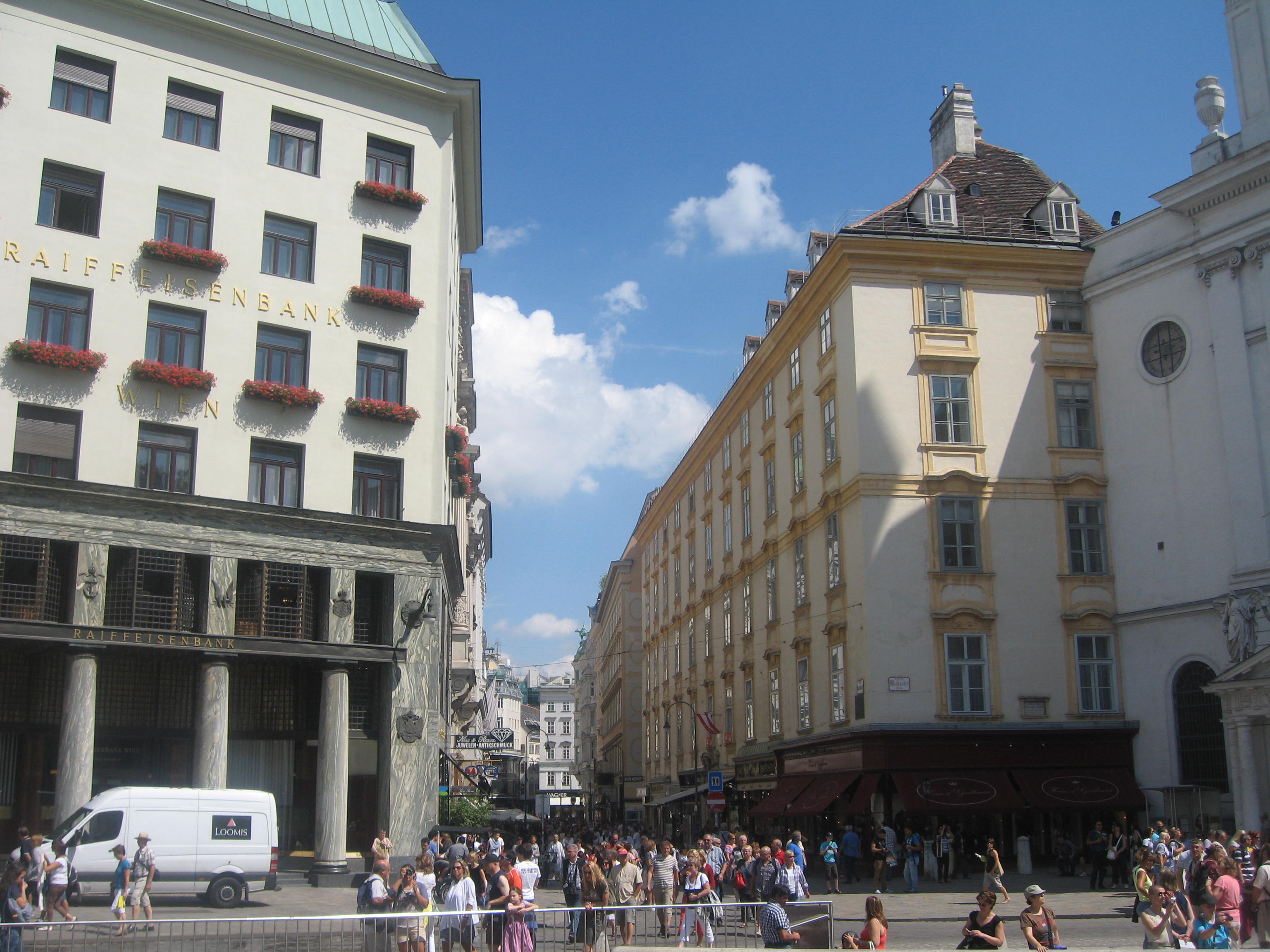
Kohlmarkt văzută din Michaelerplatz

Kohlmarkt este o stradă comercială situată în primul district al Vienei Innere Stadt. Ea se extinde din Michaelerplatz până în Graben și ca urmare a situării aici a unui mare număr de magazine de bijutierii și de articole vestimentare și de încălțăminte ale marilor creatori din domeniu este considerată o stradă a cumpărătorilor de lux din Viena.

## Istoric

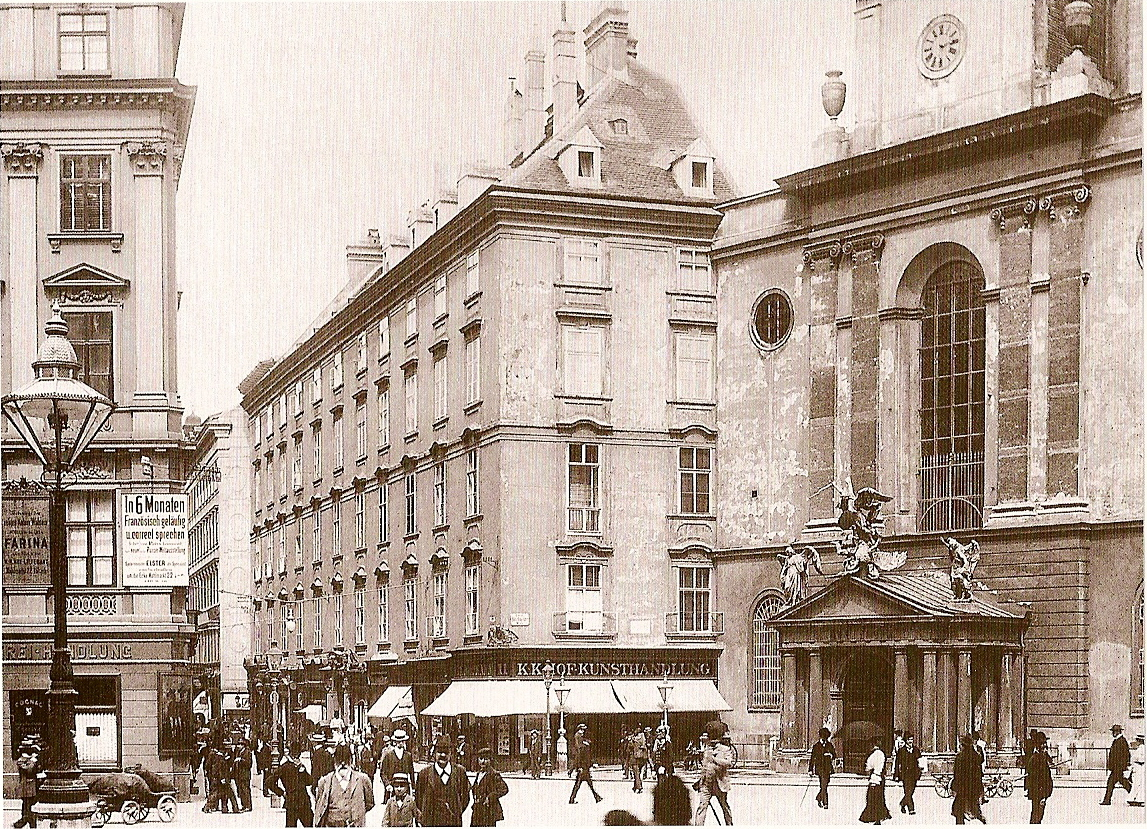
Kohlmarkt prin 1900

Istoria străzii Kohlmarkt datează încă din timpurile existenței castrului roman Vindobona, a cărui poartă de sud-vest, viitoarea Peilertor, ar fi fost situată pe locul unde se întinde astăzi Kohlmarkt. În 1255 și 1304 ea a fost menționată ca Witmarkt, apoi în 1314 și 1352 sub numele de Kohlenmarkt. Numele provine de la utilizarea sa inițială ca un spațiu de vânzare a cărbunilor. După construirea Palatului Imperial Hofburg, situarea Kohlmarkt în apropierea reședinței imperiale a favorizat stabilirea acolo a meșteșugarilor de produse de lux. Întrucât punerea în aplicare a planurilor de amenajare în stil baroc a aripii Michaelertrakt a castelului, Kohlmarkt a devenit o arteră principală a centrului orașului.

## Magazine
Kohlmarkt este strada celor mai multe magazine exclusiviste și a foștilor furnizori ai curții imperiale ca Demel, Tabakgeschäft Mohilla, Manz’sche Verlags- und Universitätsbuchhandlung și compania cartografică Freytag & Berndt (aceasta din urmă în Artaria-Haus). Odată cu sfârșitul monarhiei, creșterea concurenței și chiriile mari au determinat multe companii tradiționale să-și închidă magazinele, cum ar fi producătorul de ceasuri de perete Franz Morawetz și cel de bijuterii C. F. Rothe & Neffe în ianuarie 2005. În locul lor, au fost deschise magazinele unor companii internaționale precum Chanel sau Louis Vuitton. Kohlmarkt se intersectează cu Graben și cu Kärntner Straße, formând așa-numitul „Goldene U” al străzilor comerciale tradiționale din centrul orașului, care dispun de o ofertă superioară și sunt proiectate ca zone pietonale.

## Clădiri
- Nr. 2: fostul Warenhaus Pollak
- Nr. 9: Artaria-Haus
- Nr. 11: Großes Michaelerhaus
- Nr. 14: Palais Plankenstein

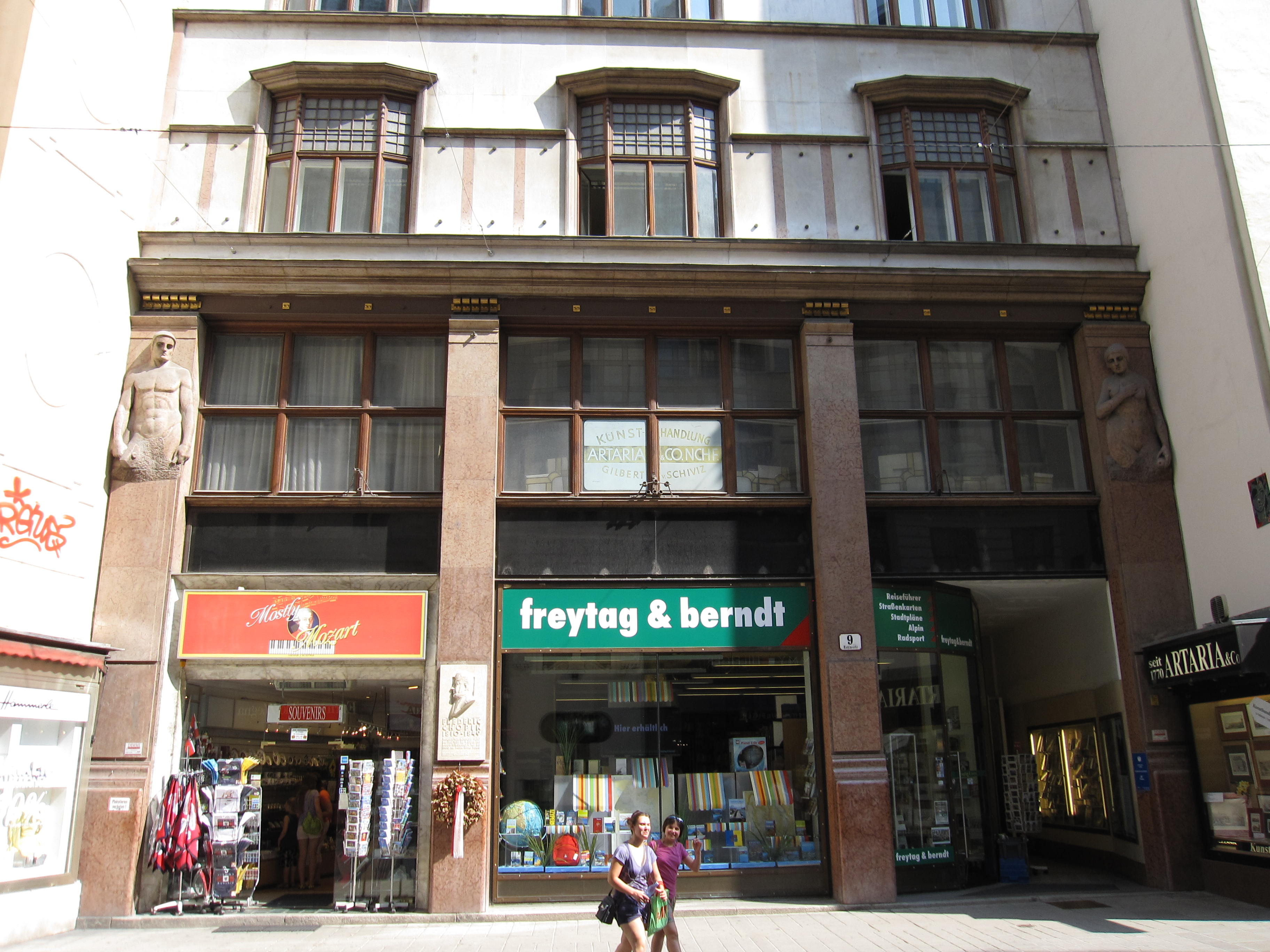
Artaria-Haus

- Nr. 16: clădirea Manz'schen Verlags- und Universitätsbuchhandlung